# Glyceria saltensis
Glyceria saltensis är en gräsart som beskrevs av Sulekic och Sulma Zulma E. Rúgolo de Agrasar. Glyceria saltensis ingår i släktet glycerior, och familjen gräs. Inga underarter finns listade i Catalogue of Life.